# Hôtel Saint-Côme
Situé au 32 Grand'rue Jean-Moulin à Montpellier, l'hôtel Saint-Côme était le siège de la Chambre de Commerce et d'Industrie de Montpellier depuis 1920.
Depuis 2017, c'est le siège de la Chambre de Commerce et d'Industrie de l'Hérault.

## Histoire
Ce bâtiment a été voulu par le chirurgien François de Lapeyronie. Il lègue une partie de sa fortune pour l'édification d'un amphithéâtre d'anatomie semblable à celui du collège Saint-Côme, à Paris.

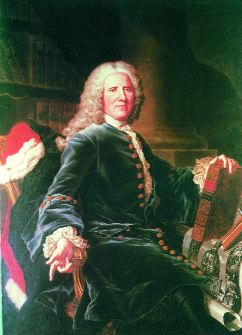
Portrait de François GIGOT de Lapeyronie.

Le bâtiment dessiné par Jean-Antoine Giral est construit entre 1747 et 1757. Il est constitué de deux parties distinctes : 
- le bâtiment donnant sur la rue abritait la salle de réunion des chirurgiens,
- de l'autre côté d'une cour intérieure se trouve l'amphithéâtre proprement dit, destiné aux démonstrations d'anatomie.

Un décret de 1794 réunit l'école de chirurgie et l'école de médecine au sein de l'école de santé de Montpellier. Le bâtiment est ensuite désaffecté, jusqu'en 1801, date à laquelle la bourse et le tribunal de commerce de la ville s'y installent.

## Chronologie
- 1752 : suppression de l'école de chirurgie et vente de l'édifice de l'école de chirurgie au profit de la Nation.
- 25 avril 1757 : leçon Inaugurale de Chirurgie donnée à l'Hôtel Saint-Côme.
- 2 janvier 1801 : la bourse de commerce de la commune de Montpellier s'installe à l'hôtel Saint-Côme.
- Depuis 1920 : les locaux sont occupés par la chambre de commerce et d'industrie de Montpellier.
- Depuis 2017 : l'Hôtel Saint-Côme est occupé par la chambre de commerce et d'industrie de l'Hérault.